# Basmati

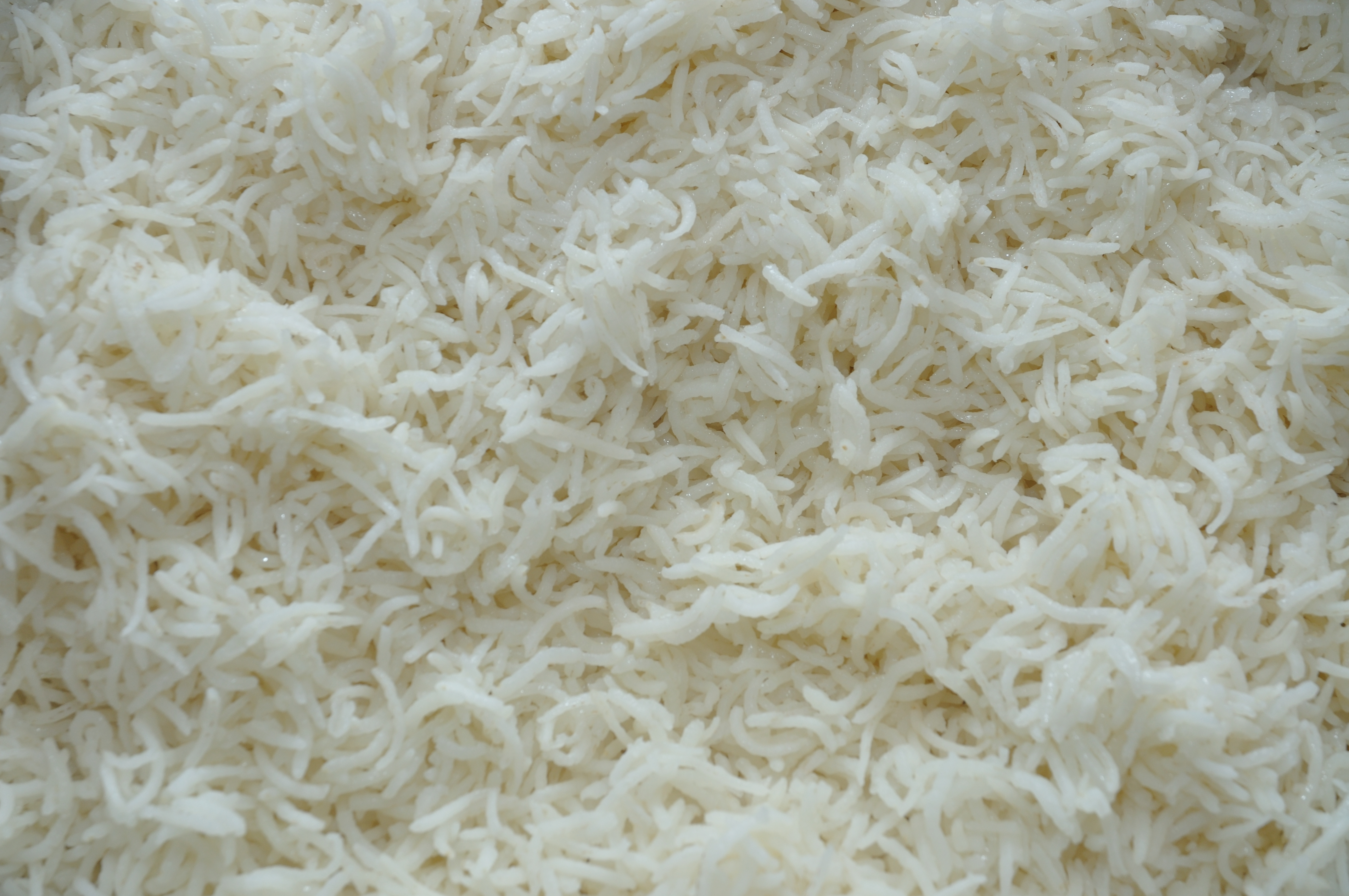
Arroz basmati preparado.

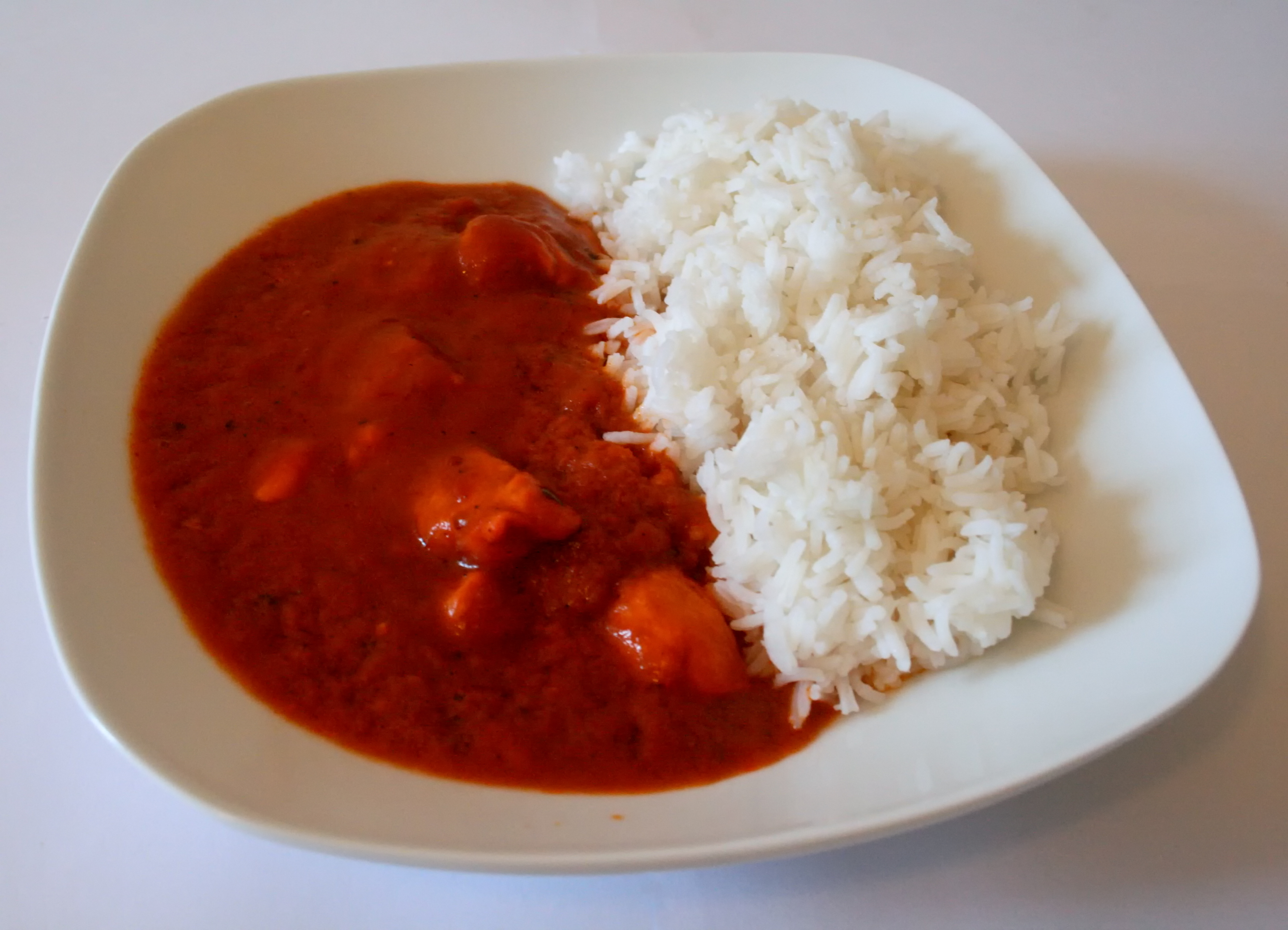
Basmati con pollo.

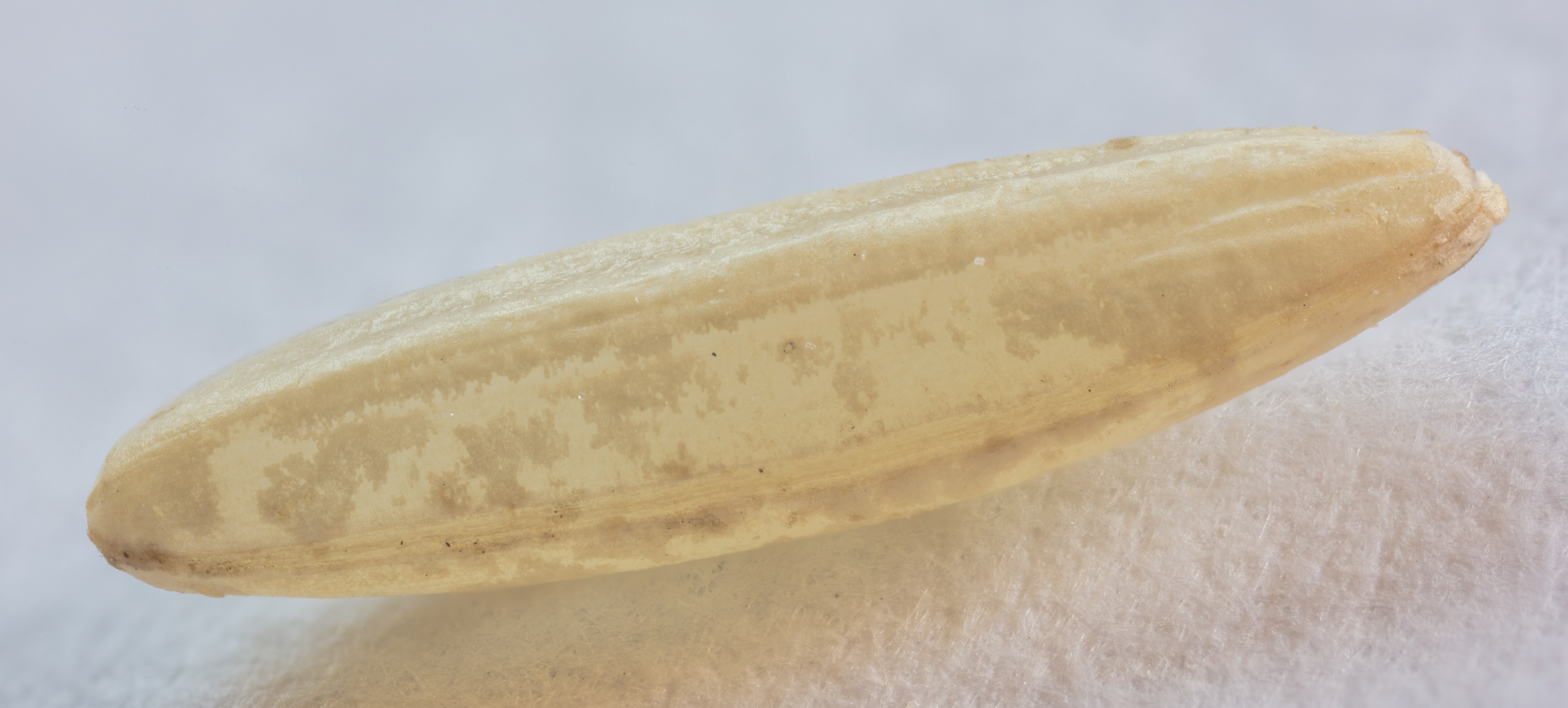
Imagen de alta resolución de un grano de arroz basmati integral.

El basmati (Hindi: बासमती, bāsmatī, Urdu: باسمتى) es una variedad de arroz caracterizada por tener un grano largo, y es famoso por sus delicadas fragancias y su exquisito sabor. Su nombre en hindi significa "reina de las fragancias".

## Cultivo
El arroz basmati se ha cultivado en la India y en Pakistán durante centenares de años. Las colinas del Himalaya tienen la reputación de producir el mejor basmati. No obstante, en la India, país donde se valoran las variedades de basmati, se cultiva una variante denominada dehradun. Asimismo, el arroz de Patna es un primo cercano del arroz basmati que se cultiva cerca de Patna, en Bihar. Los mejores tipos de arroz basmati se envejecen por varios años antes de ser descascarillados y comercializados, ya que el arroz se cocina mejor con un contenido de agua más bajo y, además, porque de esta manera se concentra su aroma.

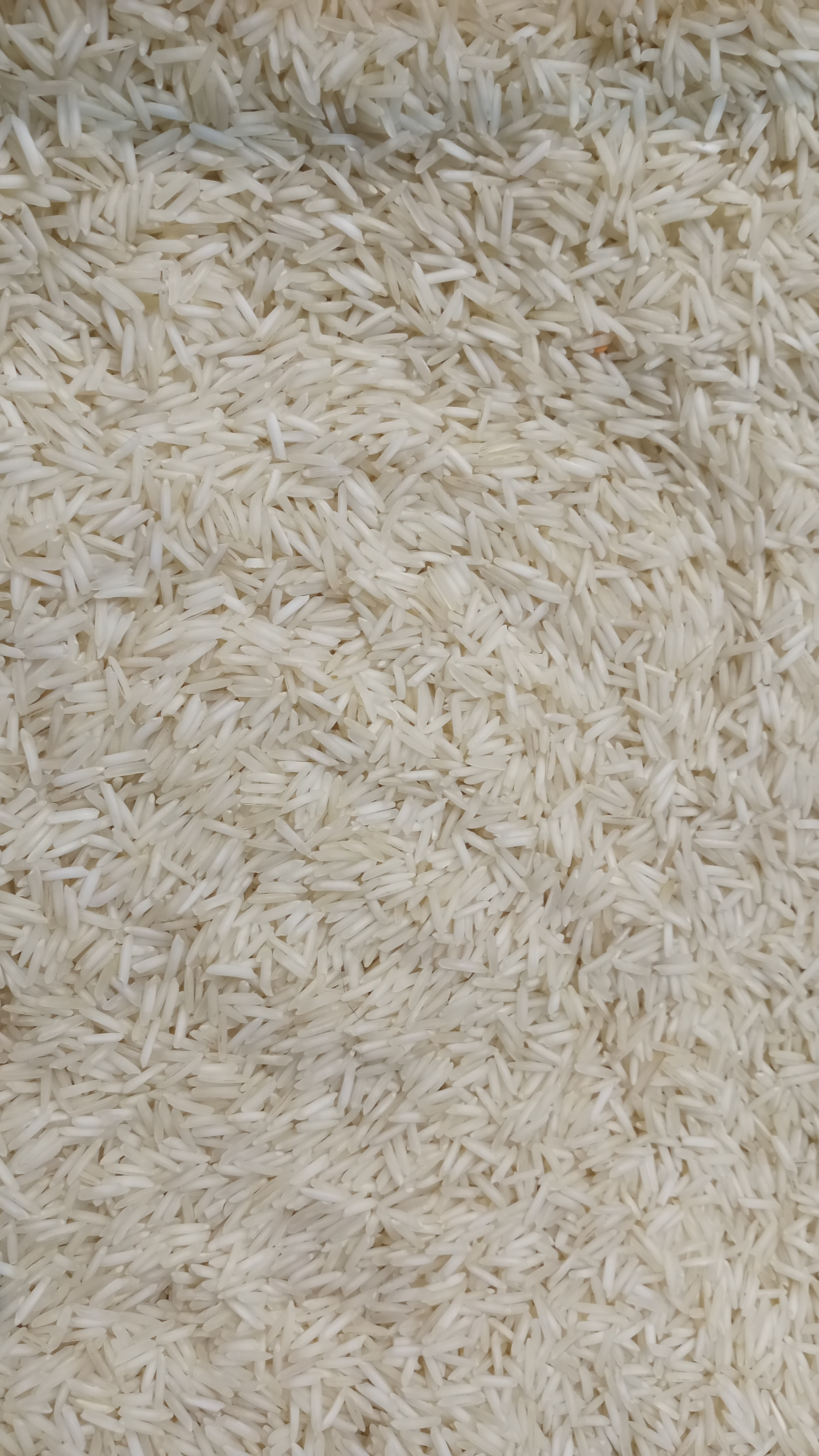
Basmati, Bangladés

## Características
Los granos del arroz basmati son mucho más largos que anchos, y se hacen incluso más largos mientras se cocinan. Durante la cocción permanecen juntos y se separan poco; no son pegajosos después de cocinar. El arroz basmati está disponible en dos modalidades: blanco y moreno. Ambos se cocinan en intervalos de tiempo que no superan los 20 minutos. Dada la capacidad que tienen los granos de arroz de permanecer juntos (debido a la alta cantidad de almidón), muchos cocineros los lavan antes de cocinarlos. Si se remojan entre una media hora a dos horas antes de cocinar, los granos serán menos propensos a romperse durante la cocción.